# René Le Grevès
René Jean Le Grevès (* 6. Juni oder 6. Juli 1910 in Paris; † 25. Februar 1946 in Saint-Gervais-les-Bains) war ein französischer Radsportler.
1930 startete René Le Grevès bei der Straßenweltmeisterschaft der Amateure und belegte Platz vier, 1931 wurde er 15. 1930 gewann er die französische Vereinsmeisterschaft im Straßenrennen.
Im Jahr 1932 nahm er an den Olympischen Spielen in Los Angeles teil und errang in der Mannschaftsverfolgung auf der Bahn gemeinsam mit Paul Chocque, Henri Mouillefarine und Amédée Fournier die Silbermedaille.
Im Jahr darauf trat Le Grevès zu den Profis über. In den folgenden Jahren bestritt er sechsmal die Tour de France und entschied insgesamt 16 Etappen für sich. Er galt zu seiner Zeit als einer der besten Sprinter bei der Tour.
1930 und 1931 gewann er das Eintagesrennen Paris–Reims. 1933 und 1938 gewann er Paris–Caen. 1933 siegte er im Eintagesrennen Paris–Rennes. 1935 gewann René Le Grevès Paris–Tours, das Critérium International, den Circuit de Paris und den Circuit de Morbihan. 1936 wurde er französischer Meister im Straßenrennen. 1937 gewann er das Critérium erneut, musste sich den ersten Platz allerdings mit Roger Lapébie teilen.
Im selben Jahr eröffnete Le Grevès gemeinsam mit seinem Bruder Louis ein Fahrradgeschäft in Paris, das nach dem Krieg in Suresnes wiedereröffnet wurde und von den Nachkommen weitergeführt wurde. Im Februar 1946 kam er bei einem Skiunfall ums Leben.